# Реактивный поезд
Реактивный поезд — поезд на реактивной тяге, который приводится в действие реактивным двигателем. 

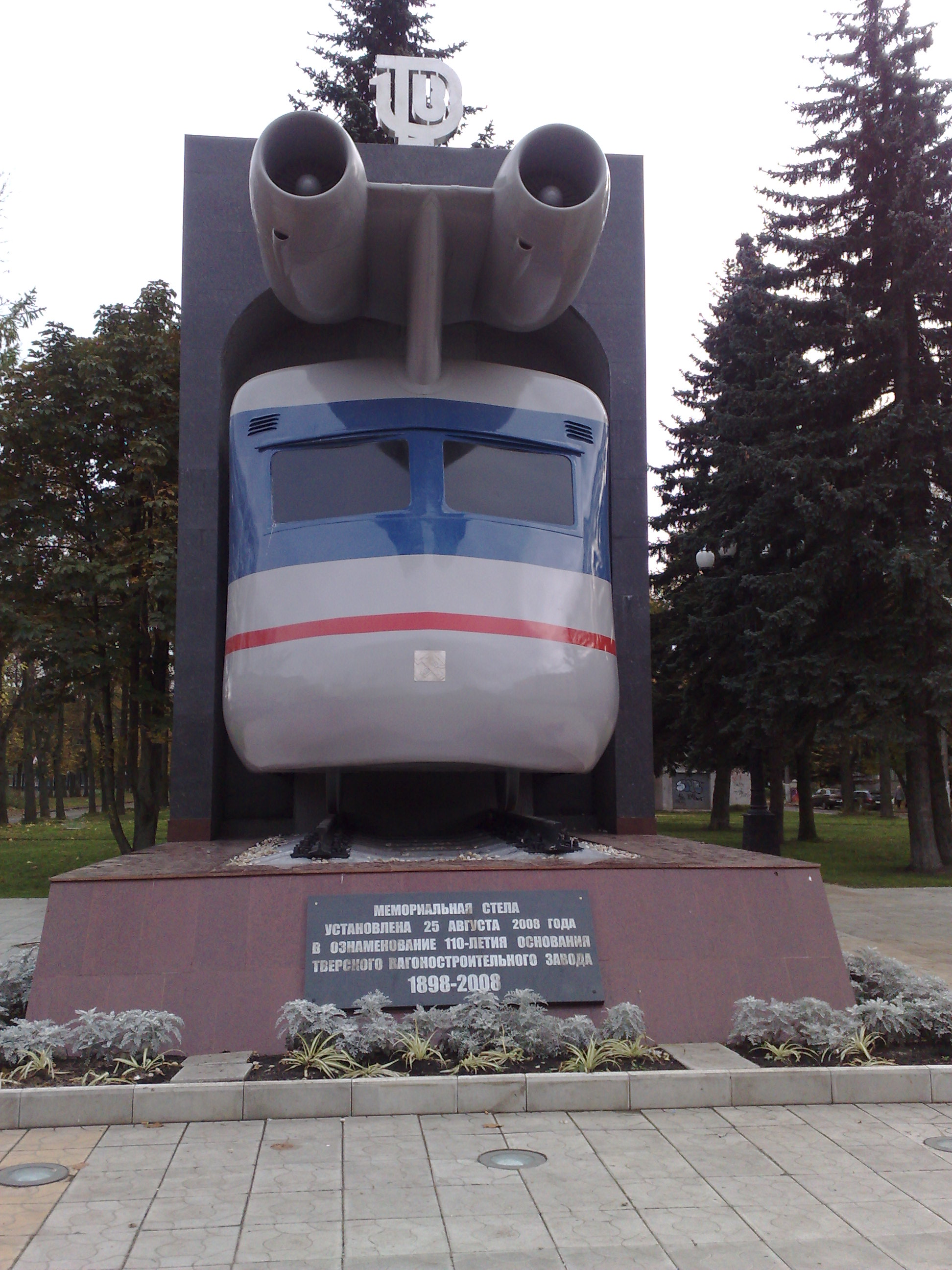
Скоростной вагон-лаборатория в сквере Тверского вагоностроительного завода

Реактивные поезда проектировались для решения проблем скоростного перемещения. За всё время было изготовлено несколько экспериментальных высокоскоростных реактивных поездов (либо отдельных вагонов). 

## История реактивных поездов

### США
В 1966 году в США был создан экспериментальный M-497 «Black Beetle». Вагон использовался для ходовых испытаний на железнодорожной линии между городами Батлер, штат Индиана и Страйкер, штат Огайо, которая была выбрана из-за прямого маршрута и хорошего состояния и специально для этих испытаний не реконструировалась. В ходе испытаний достигнута максимальная скорость 296 км/ч, что до сегодняшнего дня остаётся рекордом в США. 

### СССР
В 1972 году СССР по такой же схеме на базе стандартного вагона ЭР22 был создан скоростной вагон-лаборатория (СВЛ) путем добавления лобового обтекателя, огнеупорной защиты крыши, усиленной тормозной системы и реактивной установки от самолета ЯК-40 . В 1972 году на перегоне Новомосковск-Днепродзержинск он достиг скорости 250 км/час, не побив скорости американского прототипа. В 1975 году после запуска ЭР200 необходимость в СВЛ с его прожорливыми и требующими большого внимания реактивными двигателями отпала и проект был свёрнут. 

### Япония
В середине 1960 годов Кюнодзё Одзава (яп. 小沢久之丞) декан факультета науки и техники Университета Мэйдзё в Нагоя и создатель бомбардировщика Mitsubishi Ki-67 Hiryu, совместно с Mitsubishi и железными дорогами JR испытывал ряд моделей ракетных и реактивных поездов. Реактивная модель 1967 года двигалась по специальной роликовой эстакаде. Таким образом, поезд частично катился по роликам, частично летел. При испытаниях была достигнута скорость 848 км/ч (527 миль в час). В следующем году Одзава добился скорости 925,4 км/ч  (575 миль в час). В 1969 году изобретатель поместил поезд уже с ракетным двигателем на нитроглицерине в вакуумный тоннель и добился скорости 2300 км/ч. Длина поезда составляла 22 м, диаметр — 5 м. Спустя год Одзава запускал на этом поезде подопытных животных. Испытания продолжались в 70х годах, но замедлились из-за трудностей с перегрузками, приводившими к смерти живых организмов от перегрузок. В 1988 году проект затормозился в связи с кончиной Одзавы.